# Brandberg (Steinheidel)
Der Brandberg ist ein 713 m hoher Berg im sächsischen Erzgebirge. Er liegt zwischen den Breitenbrunner Ortsteilen Steinheidel und Erlabrunn, nördlich der Staatsstraße 272 von Johanngeorgenstadt nach Schwarzenberg. Der Brandberg liegt nach der Naturraumkarte von Sachsen in der Mesogeochore „Abdachung am Schwarzwasser“.
Am Fuße des Brandberges lag das Täumerhaus. An seiner Südostseite, wo er steil zur Staatsstraße 272 abfällt, befindet sich der Hefekloßfelsen, ein geologisches Naturdenkmal (Wollsackverwitterung). Den Hefekloßfelsen unterquert der vom Schwarzwasser abzweigende Betriebsgraben der Pappenfabrik Carolathal.

## Bergbau
Am Brandberg ging bereits seit dem 16. Jahrhundert Bergbau auf Zinn, Feldspat, Kaolin und Eisen um. Namentlich bekannt ist die Grube Friedefürst Erbstolln.